# Famagusta

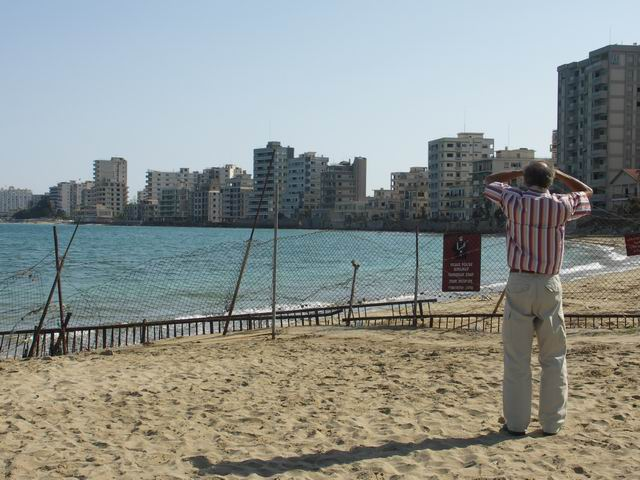
Vista de la platja de Famagusta

Famagusta o Famagosta (en grec: Αμμόχωστος; turc: Gazimağusa) és una ciutat situada a l'est de l'Illa de Xipre, centre administratiu del districte homònim i sota control de l'autoproclamada República Turca del Nord de Xipre. La seva població al cens del 30 d'abril del 2006 era de 35.453 habitants. L'antic barri turístic de Varosha està abandonat a l'espera de la resolució del conflicte.
En grec, el nom de la ciutat (Ammokhostos) derivaria dels termes ἄμμος, 'sorra' i χόω, 'ficar', és a dir, 'ficat a la sorra', i durant l'edat mitjana evolucionà en Famagusta i al turc Maghösha o Mağusa. No obstant això, Estrabó l'esmenta amb el nom d'Arsínoe (Ἀρσινόη), en honor d'Arsínoe II d'Egipte. El 1974, els turcs la van rebatejar Gazi-Mağusa (Gazi significa 'guerrer de l'Islam', o bé 'veterà', i figura també en el nom d'altres ciutats com Gaziantep).
El seu port és el més fondo de l'illa. Com a port marítim és un lloc d'exportació de cítrics i altres productes agrícoles-ramaders. Als seus voltants es troben les runes de l'antiga ciutat de Salamina, destruïda l'any 647.

## Història
El primer establiment important prop de Famagusta fou la regió d'Alashiya, nom que rebia l'illa quan fou envaïda per Sargon II d'Assíria el 709 aC. La situació exacta d'Alashiya no se sap, però estava situada a la proximitat o a l'interior del delta del riu Pediyas, a la vila d'Enkomi.
Salamina de Xipre fou fundada pels grecs al segle vii aC a uns tres kilòmetres a l'est d'Alashiya. Alguns historiadors diuen que la ciutat fou fundada pel rei d'Egipte Ptolemeu II Filadelf el 285 aC amb el nom d'Arsínoe, però de la història de la ciutat en el seu emplaçament no es troben restes més enllà del segle viii i no hi ha certesa total, com assenyala Michel Le Quien (II, 1065), que la ciutat ocupés el lloc d'Arsínoe.
En tot cas, després dels Ptolemeus, la població romangué un petit poble de pescadors de nom Ammochos, per un període llarg de temps i sota els romans la ciutat important i gran metròpoli era Salamina. El 350 Salamina, que havia estat destruïda pels terratrèmols del 332 i del 342, fou reconstruïda per Constant II, fill de Constantí el Gran, i va rebre el nom de Constantia.
La ciutat va subsistir fins a la meitat del segle vii quan les incursions dels àrabs musulmans van provocar el seu trasllat al petit port pescador d'Ammochos, a uns 12 km al sud. Salamina va quedar buida en uns anys i el port va prosperar a causa de la decadència de l'anterior capital de l'illa. Salamina fou ocupada pels àrabs dirigits pel general del califa Otman, Muawiya, el 648, i ho va restar fins al 683 quan els àrabs es van retirar després d'una derrota davant Constantí IV i els romans d'Orient van retornar; però es va pactar que les taxes allí recaptades serien compatides entre l'Imperi Romà d'Orient i el califat (tractat signat el 688 entre Justinià II i el califa Abd-al-Màlik ibn Marwan que a més deixava l'illa desmilitaritzada). Segurament però Salamina ja havia estat evacuada abans i de l'Ammochos romana d'Orient gairebé no hi ha notícies. Va caure en mans dels abbàssides vers 805 i va estar sota administració musulmana fins al 965 quan Nicèfor II Focas va recuperar l'illa per l'Imperi Romà d'Orient. En temps d'Isaac II Àngel es va fer independent a l'illa Aleix Comnè (1185-1191), que el 1184 s'hi havia proclamat emperador, i a qui la va conquerir Ricard Cor de Lleó el 1191 que la va cedir per una quantitat de diners als Templaris però al cap de poc aquests la van vendre al rei de Jerusalem Guiu de Lusignan (1192).

### Famagusta Medieval, 1192-1571
El punt decisiu per a Famagusta fou el 1192 amb el començament de la dinastia de la casa de Lusignan després que Guiu de Lusignan la va seleccionar com a capital, per coronar-se com a rei de Jerusalem i Xipre. Fou durant aquest període que Famagusta es desenvolupava com a ciutat important que destacava a la Mediterrània oriental a causa del seu port natural i les muralles que protegien la seva ciutat interior. La seva població va començar a augmentar. Aquest desenvolupament accelerat al segle xiii va convertir la ciutat en un centre de comerç tant per l'orient com per l'occident. Una afluència de refugiats cristians que fugien del setge d'Acre (1291) a Palestina va transformar un poble minúscul en una de les ciutats més riques de la cristiandat. Els prínceps fortificaren la ciutat i el segle xiii construïren la Catedral de Sant Nicolau. Famagusta fou la seu de la Diòcesi Llatina del segle xii i va tenir bisbes residents fins al final del segle xvi. La prosperitat de Famagusta no es va veure's afectada per la caiguda d'Acre.
El 1342, un escriptor alemany va descriure-la com una de les més riques i formoses ciutats del món. La seva riquesa sobrepassava la de Constantinoble i Venècia. Santa Brígida de Suècia, en les seves revelacions, la compara amb Sodoma i Gomorra. L'activitat comercial convertia Famagusta en un lloc on els comerciants i els propietaris de vaixells portaven vides de luxe. La creença que el patrimoni de la gent podria ser mesurat per les esglésies que construïen inspirava aquests comerciants per fer que es construeixin esglésies en estils diversos. Aquestes esglésies, que encara existeixen, foren la raó per la qual Famagusta es va a conèixer com "el districte de les esglésies". El desenvolupament de la ciutat se centrava en les vides socials de la gent rica i al palau Lusignan, la Catedral, la Plaça i el port.
El 12 d'octubre de 1372 Pere II de Chatillon es va coronar rei de Jerusalem a Famagusta; el mateix dia va esclatar una baralla entre genovesos i venecians quan el batlle venecià i el podestà genovès es van disputar l'honor de portar la regna dreta del carruatge reial, conflicte que posava en relleu de fet la lluita d'influències entre les dues repúbliques per imposar el protectorat a Xipre. De moment foren els venecians els qui ho van aconseguir pel 1373 els genovesos van enviar una esquadra que es va apoderar de Famagusta per engany i a més va imposar el seu control al govern de l'illa, instituint un virtual protectorat econòmic. En els anys de domini genovès la ciutat va quedar paralitzada per una sèrie de desastres, malalties, terratrèmols, plaga de llagosta, canvis de corrents comercials i altres, i va perdre la major part del seu comerç. El 1394 Nicolai de Martoni observava que la ciutat era gran com Càpua i tenia tantes cases com aquesta, però que a Famagusta un terç dels edificis estaven sense habitar i normalment en ruïnes. El 1435 quan fou visitada per Pedro Tafur, la noblesa ja l'havia abandonat i s'havia traslladat a Nicòsia, seguits pel comerç i l'activitat econòmica.
Jaume II de Xipre amb el suport mameluc va recuperar Famagusta el 6 de gener de 1464. El 1489 la regent de Xipre, Caterina Cornaro (1474-1489) va cedir l'illa a la República de Venècia i Famagusta, com a capital del regne, va passar doncs a la Sereníssima. Els venecians van establir la capital a Nicòsia. Tots i els esforços per repoblar i rellançar Famagusta, la situació no va millorar. La població no va passar mai dels sis mil habitants. La ciutat va patir terratrèmols el 1557 i 1569; del primer se'n va refer; del segon encara estava en això quan es va iniciar el setge otomà.
L'ús de la pólvora i del canó feren necessari als venecians remodelar totalment les defenses perquè poguessin enfrontar-se a l'artilleria. Les torres medievals quadrades foren reemplaçades per unes de rodones i al voltant de la murada s'instal·laren una sèrie de troneres. Finalment i després d'un setge d'onze mesos, que costà a l'enemic 50.000 homes, la ciutat es va rendir als otomans manats per Mustafa Pasha (1571), que tot i el tractat, massacraren i cremaren viu al valent governador, Bragadin, completant el saqueig de la ciutat. El segon governador Tiepolo fou penjat. Famagusta, que arribà a tenir 70.000 habitants, fou reduïda a una petita vil·la. Lord Kinross, en el seu llibre The Ottoman Centuries, descriu la situació de la següent manera:
"Els venecians feia algun temps que negligien aquesta possessió oriental, llunyana dels seus dominis mediterranis, i la seva població havia declinat notablement. La majoria es componia de camperols ortodoxos grecs que estaven oprimits per la classe dirigent dels francs, i es calculava que hi havia aproximadament cinquanta mil serfs que estarien preparats per unir-se als turcs. Selim II en un firman, o decret, ordenà a un sandjakbegi veí que fes el màxim per guanyar els cors de les masses, afegint una promesa solemne que en cas de la captura de l'illa la població no seria molestada i la seva propietat es respectaria. Tal era una fórmula, aquí estrictament observada, que s'havia utilitzat en anteriors expansions de l'Imperi Otomà."

### Famagusta otomana 1572-1878

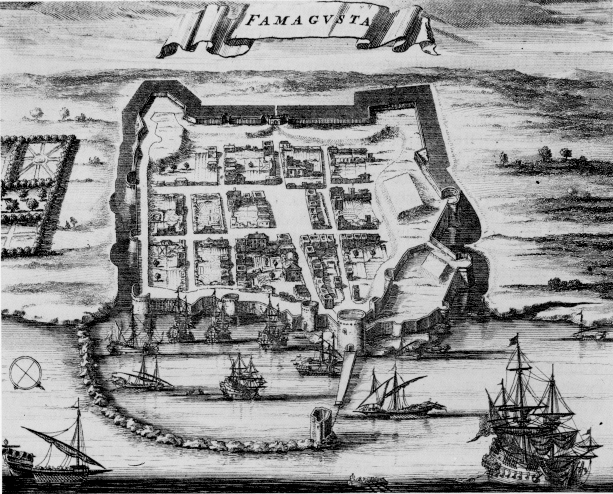
El port de Famagusta, gravat del llibre d'Olfert Dapper, Amsterdam 1703

Després de la conquesta otomana Lord Kinross descriu així la situació de la ciutat: 
"Venècia va haver de cedir l'illa de Xipre al soldà dos anys més tard en un tractat de pau que tenia en compte la compensació suficient per cobrir el cost de la seva conquesta. La seva subsegüent administració fou prou bona segons els estàndards de la pràctica otomana en els territoris conquerits. Els anteriors privilegis de l'Església Ortodoxa Grega es reactivaren a expenses dels catòlics llatins, i la seva propietat li fou restaurada. El sistema llatí de servitud fou abolit. La terra que havia pertangut anteriorment a la noblesa veneciana fou transferida a l'estat otomà. Es va ajudar els habitants locals amb recursos econòmics i financers. Es van portar d'Anatòlia central un bon nombre d'immigrants, amb el seu bestiar i eines d'agricultura, per instal·lar-se a les terres buides."

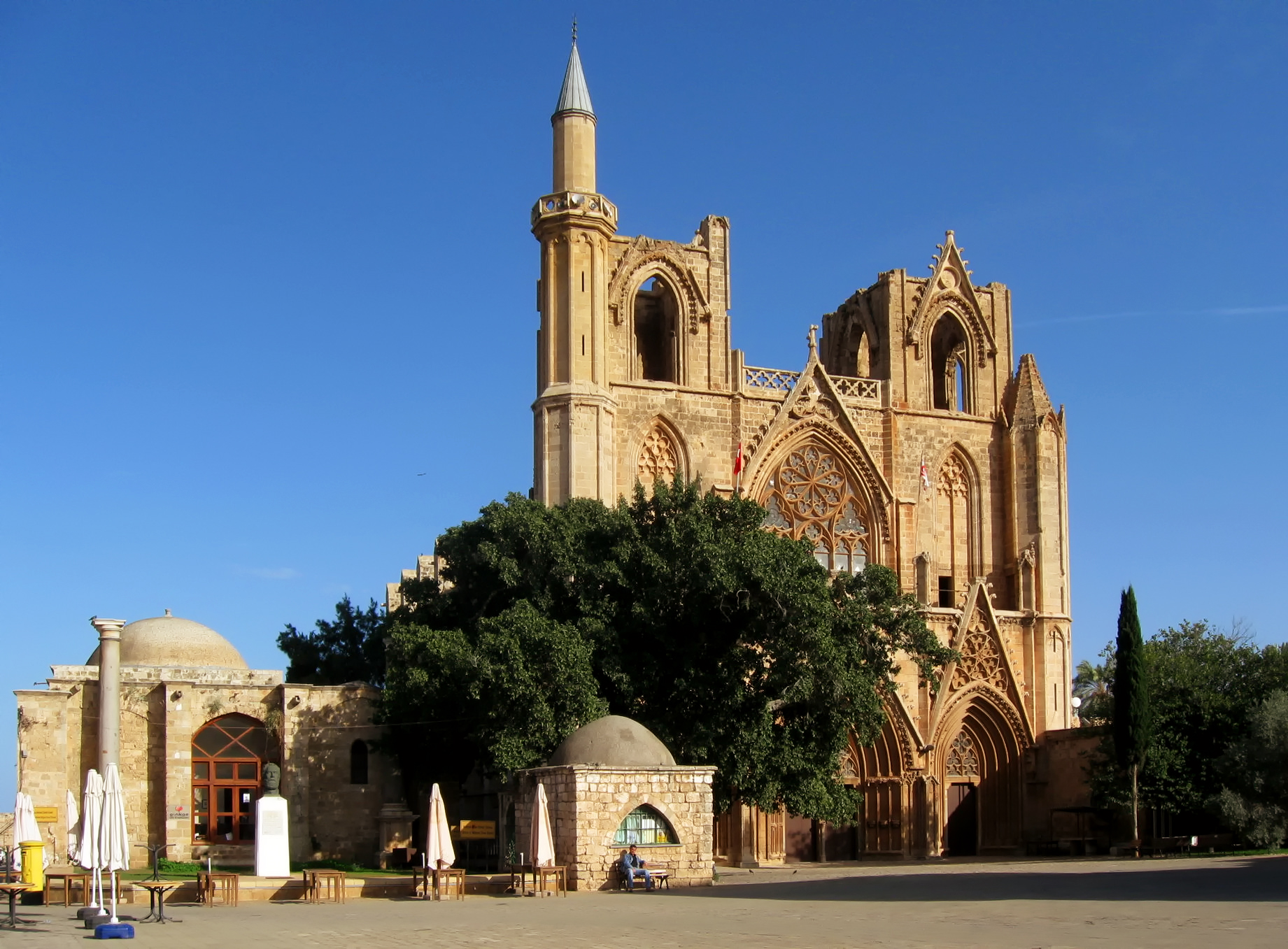
Sant Nicolau, església després mesquita

Per fi, després de la gran calamitat que havia reduït l'illa a la misèria, d'una manera o altra els habitants afectats de pobresa es començaren de mica en mica a redreçar, tornant altra vegada a la cultura del terra, a una mica de petit comerç amb estrangers, i a aquelles poques arts que encara sobrevivien a les ciutats. Al començament els deutes i desnonaments no premien massa a la gent perquè la Porta sabia que el país estava empobrit per la guerra, i el paixà enviat per governar-lo era en alguna mesura controlat per la Porta, atès que en cas de mostrar severitat la gent hauria hagut de marxar de l'illa, o potser revoltar-se per sortir de la seva condició degradada. De manera que després de quinze o vint anys els cristians van recuperar gairebé tots els monestirs de mans dels que els havien agafat, i molta de la terra de l'església també. Els dignataris de l'església de certa posició deixaven diners per la gent, a canvi del descans de les seves ànimes, o l'atorgaven com a regal. No obstant des de 1573 els grecs van tenir prohibit residir dins de les muralles (igual que s'havia fet a Rodes).
Els canvis a la vida social i cultural tenien un efecte essencial sobre l'ambient arquitectònic i físic. Per adaptar-se a les tradicions socioeconòmiques i culturals dels habitants nous, es van fer alguns canvis als edificis existents, però només la catedral principal va esdevenir una mesquita (Mesquita Lala Mustafa Pasha); es desenvoluparen el basar i el mercat. Mentrestant es construïen una escola teològica, banys i fonts per omplir necessitats diàries bàsiques. Amb la importació dels carrers d'atzucac de la cultura otomana, l'estructura orgànica de la ciutat existent es va enriquir, i un esperit comunal es començà a fer valer. Les poques cases de dos pis habitades per un nombre limitat de gent rica, s'equilibraven harmoniosament amb les cases d'un pis més comunes.
Els otomans no van saber aprofitar les possibilitats de Famagusta. El port valia la pena de ser defensat però no fou mai una base naval eficaç i com a ciutat comercial va baixar al nivell de les de tercer ordre. Sembla que la Porta temia que el port podia caure en mans d'un enemic que el podia utilitzar contra l'imperi i evitava fer-hi les millores mínimes; el zel extrem en la vigilància de la fortalesa, combinat amb la manca d'energia per la millora de la ciutat, van fer impossible un desenvolupament econòmic del conjunt i la guarnició va acabar sent la major part de la població local. El port no obstant no tenia rival a tota la Mediterrània oriental quant a la protecció que oferia i així el paixà de l'illa, tot i que la residència oficial era Nicòsia, residia de vegades a Famagusta per la protecció que donava a les seves galeres i per la fortalesa incomparable, tot i que això era contrari als reglaments. En aquest temps 25 famílies jueves controlaven tot el crèdit de la ciutat i cobraven un interès del 20% quan la garantia era or o plata i 25% si era llana o seda.
Des de la conquesta otomana els cavallers de Malta, i després pirates anglesos, holandesos i toscans no van parar de fer atacs a Famagusta i altres llocs. El 1607 els toscans van atacar la ciutat amb 8 galeres i 9 galions, però foren rebutjats pels defensors otomans. El 1640 hi va haver una fam i el 1641 va arribar la pesta. El 1735 un terratrèmol va destruir en bona part la ciutat, ensorrant les mesquites de Santa Sofia i Sant Jordi, quedant en peus la de Santa Caterina; els murs també van caure en part. En aquest temps la regió estava infectada de malària, pesta i plaga de llagosta. El 1751 el viatger suec Frederic Hasselquist estimava en només 300 els habitants de la ciutat. A la segona meitat del segle xviii el port estava tant ple de fang que no s'hi podien acostar els grans vaixells i el 1814 J. M. Kinneir deia que els turc havien deixat acumular l'arena i els detritus i havien espatllar el port al que ja només arribaven petits vaixells perquè era un risc pels més grans. El 1815 W. Turner diu que de les seves esglésies i palaus no n'hi havia un de sol sencer i que només hi vivien unes 100 persones (entre les quals 3 famílies gregues), però prop hi havia un poble de cristians (la futura Varosha). Després es devia recuperar una mica perquè el governador Talat Efendi va informar, sens dubte exagerant, que hi havia 3.000 musulmans a la ciutat i 5000 grecs (i 200 armenis) a la rodalia; en aquest temps fou el destí d'exiliats polítics o religiosos i entre els que hi van estar cal destacar a Namik Kemal i al cap dels bahais Subh-i Ezel. El darrer cens otomà conegut indicava 500 musulmans a la ciutat i 2000 grecs a la rodalia.

### Govern britànic, 1878-1960

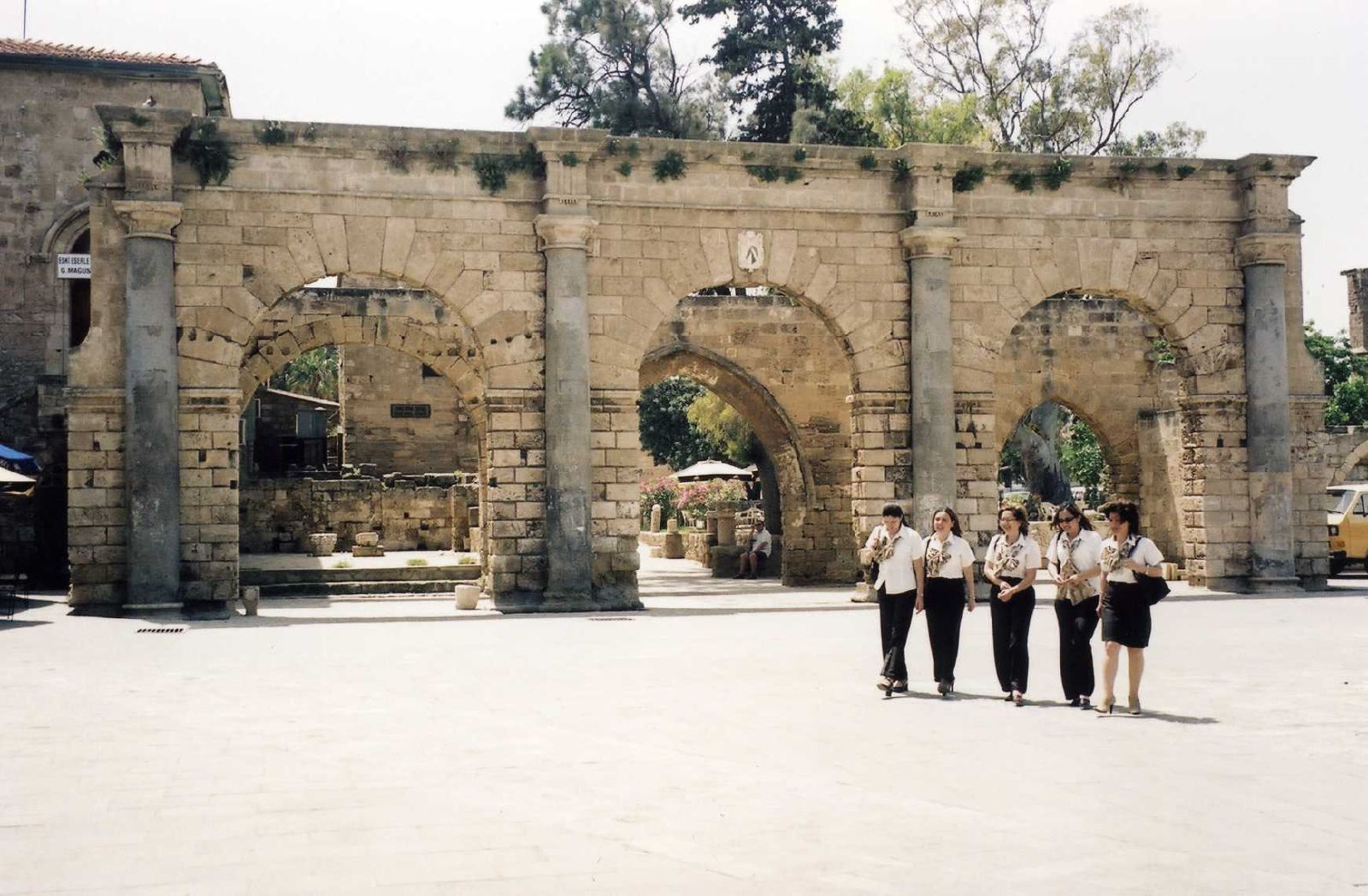
Palazzo del Provedittore (el Palau Reial), entrada, Famagusta.

En el període britànic, el port va recuperar importància. L'ampliació de la ciutat a fora dels murs del període otomà es va accelerar. En aquest període, la població turca generalment vivia a la ciutat interior mentre la població grega s'instal·lava a Varosha que ja existia com un petit barri cristia sota els otomans, anomenat Marash. El 1881 al cens del 4 d'abril que es va fer, es van trobar 2.609 habitants dels quals 1.845 grecs generalment als suburbis (71%) i 727 musulmans generalment a l'interior de la ciutat (28%). Hi havia també 6 catòlics romans, 22 maronites, 1 armeni gregorià i 8 protestants anglicans; no es va trobar cap jueu; 666 adults eren mascles de més de 20 anys dels quals 184 eren musulmans (1 de cada 4) i 482 cristians. El 1891 la població va augmentar un 30% pujant a 3.367 habitants (el musulmans van augmentar només un 15% arribant a 835 i el 25% de la població total). El 1900 eren 3.825 habitants (47% més que el 1881) però els musulmans eren 856 (18% més que el 1881, mentre els cristians havien augmentat un 58%). L'activitat econòmica era la pesca al port i una mica de poteria al barri cristià. La pesca va augmentar a 48 bots el 1889, que van pescar 7.198 ocques de peixos de diferents varietats destacant les daurades (sarpas), les lifhrinas, els mavromatis i els skaros.
A to amb les seves polítiques colonials, els britànics establiren una base administrativa entre les zones turques i gregues, més que establir una base a la ciutat interior. Com a resultat, l'ampliació de la ciutat se centrava cada vegada més al voltant del districte de Varosha. Cap a la fi del període britànic, en paral·lel a desenvolupaments socioeconòmics, i per satisfer les necessitats canviants de la població, es van construir barris residencials nous, incorporant nou allotjament, àrees comercials, turístiques i recreatives. Varosha es desenvolupava en gran part com a recurs turístic. Els britànics van projectar un port nou vers 1880 però després ho van aparcar fins al 1895; finalment el 1899 es va disposar un crèdit de 245.000 lliures per dragar el port i mollorar-lo i construir una via fèrria fins a Nicòsia.
En aquest període, la ciutat va patir un canvi que reflectia les llavors corrents pràctiques colonials. La influència de l'arquitectura britànica era especialment aparent en la forma, els detalls i els materials utilitzats. Els britànics, que creien a aconseguir la proximitat de les comunitats sota el seu govern utilitzant materials i estils locals, empraren la mateixa pràctica a Famagusta. L'anomenat ferrocarril del govern de Xipre, amb les oficines centrals situades a Famagusta, acabat el 1906, es diu que va transformar aquesta ciutat d'una vella població turca a una ciutat portuària moderna del Llevant. La I Guerra Mundial va aturar el desenvolupament comercial del port però després el progrés fou ràpid. El 1931 Famagusta va arribar a 8.979 habitants i era la quarta de l'illa. El 1946 va passar a ser la tercera amb 16.194 habitants, dels que 13.106 eren grecs i 2699 musulmans turcs (115 armenis); dels 3.048 habitants de la ciutat intramurs fins a 2273 eren turcs.
La ciutat fou el lloc d'un dels dos camps d'internament britànics per a gairebé 50.000 supervivents jueus de l'Holocaust que intentaven emigrar al Mandat Britànic de Palestina. L'altre camp estava situat a Xylophaghou.

### Després d'Independència, 1960-1974
Des de la independència el 1960 fins a la invasió turca de Xipre de 1974, Famagusta va florir tant culturalment com econòmicament. La ciutat es desenvolupava cap al sud-oest de Varosha com un centre turístic. Durant els últims anys 1960 Famagusta es convertia en un des ciutats de vacacions més coneguda del món i un gran centre turístic. Per una banda hi havia estructures que transmetien les característiques del colonialisme britànic, i, d'altra banda, edificis que reflectien tendències en l'arquitectura contemporània. Aquests edificis moderns es construïen principalment a Varosha. Així l'arquitectura a Famagusta en aquest període reflecteix un desig de fusionar història i modernisme perseguint el progrés. Dels seus orígens com a port petit al setè segle, Famagusta durant els anys 1970 s'havia convertit en una ciutat que mostrava les tendències universals del moviment arquitectònic modern.
La contribució de Famagusta a l'activitat econòmica del país el 1974 excedia de lluny les seves dimensions proporcionals dins del país. A banda de posseir per sobre d'un 50% de l'allotjament total de Xipre, també oferia el millor port d'aigua profunda que manejava (1973) un 83% de la càrrega general total i un 49% del tràfic de passatgers total de l'illa. Mentre la seva població era només al voltant d'un 7% del total del país, Famagusta el 1974 representava més d'un 10% de la producció industrial total de Xipre, concentrant-se principalment en indústria lleugera compatible amb la seva activitat com a recurs turístic i exportant els productes d'alta qualitat de menjar, begudes i tabac, vestit, calçat, plàstics, equip de maquinària i transport.
Com capital del districte administratiu més gran del país, la ciutat era el centre de servei i cultural, comercial, administratiu d'aquell districte. El districte de Famagusta abans de la invasió de 1974 es caracteritzava per una economia agrícola forta i equilibrada basada en fruites cítriques, patates, tabac i blat. El seu èxit agrícola i les bones comunicacions entre la ciutat i el districte asseguraven una distribució de població i una activitat econòmica equilibrades, que es podrien considerar com a model per a unes altres àrees en desenvolupament.
Era inevitable que el progrés material descrit produiria i sostindria la més fèrtil activitat cultural a l'àrea, amb Famagusta com el seu centre i nus. La pintura, poesia, música i drama trobaven expressió en demostracions innombrables, festivals d'art folklòrics i jocs celebrats a les reconstruïdes ruïnes properes de l'antic teatre grec de Salamis.
No hi ha hagut un cens oficial des de 1960 però es creu que la població efectiva de la ciutat el 1974 era al voltant de 60.000 persones sense comptar als aproximadament 12 a 15.000 persones que es desplaçaven diàriament dels pobles circumdants i suburbis per treballar a Famagusta. Aquesta població augmentava durant el període turístic d'estiu fins aproximadament 90 a 100.000 persones amb l'afluència de nombrosos turistes des de països europeus, principalment de Gran bretanya, França, Alemanya i Escandinàvia. Segons fonts oficials la població de la ciutat abans de 1974 era 39.000. D'aquest nombre, 26.500 era xipriotes grecs, 8.500 xipriotes turcs i 4.000 des d'uns altres grups ètnics.

### Des de 1974
Durant la segona fase de la invasió turca de Xipre el 14 d'agost de 1974 la plana de Mesaoria fou envaïda per tancs turcs i en dos dies l'exèrcit turc conqueria Famagusta. La ciutat havia estat completament evacuada per la seva població xipriota grega (més de 45.000 habitants d'origen grec) que va fugir abans de la intervenció de l'exèrcit deixant enrere llurs propietats. Varosha, el districte grecoxipriota del centre turístic coster de Famagusta, fou pres per les tropes turques juntament amb el nord de Xipre i des de llavors l'accés a la ciutat, que compta amb desenes d'hotels i que havia estat l'orgull de la indústria turística xipriota, es troba prohibit de conformitat amb una resolució de l'ONU de 1984 que prohibeix tot assentament en el lloc a persones que no siguin els seus habitants originals, els grecoxipriotes.

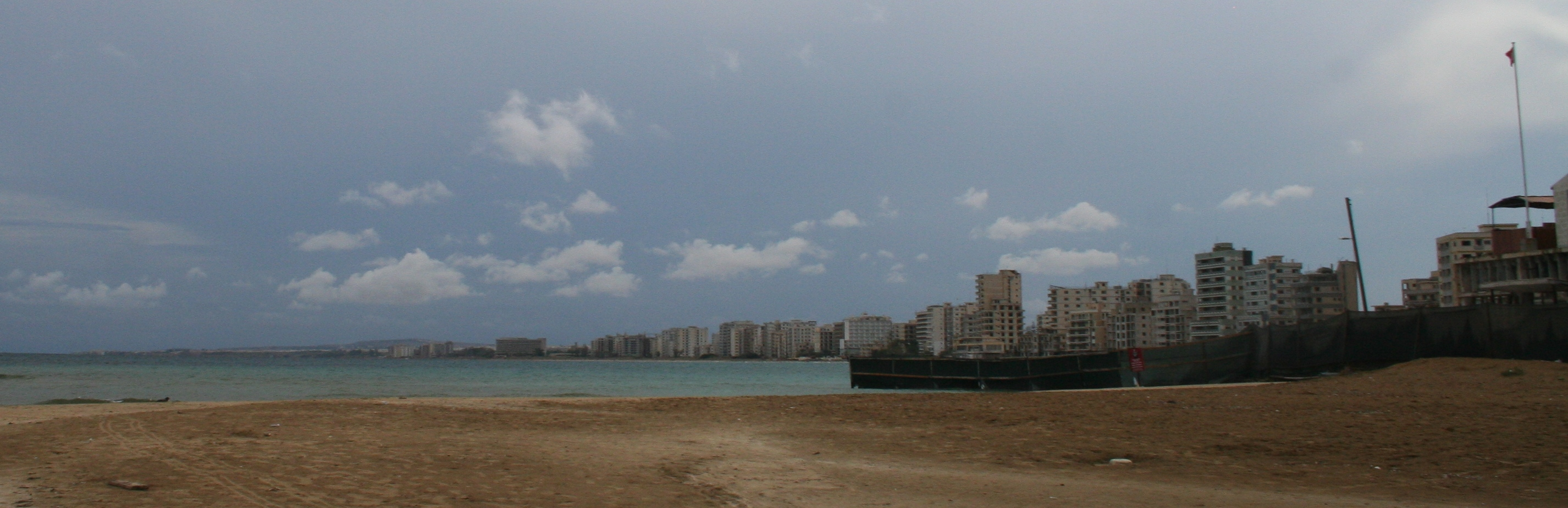
Varosha el 2009

A diferència d'altres parts de Xipre, el barri de Varosha, a Famagusta, fou envoltat i tancat per l'exèrcit turc immediatament després de ser capturada i encara roman en aquell estat avui dia. Als xipriotes grecs que havia fugit de Varosha no els fou permès retornar, i es prohibí el pas als periodistes. S'ha congelat el temps amb magatzems i hotels buits, però encara plenament proveïts. El periodista suec Jan-Olof Bengtsson, que visitava el batalló suec batalló al port Famagusta va veure la part segellada fora de la ciutat des de la posició d'observació del batalló, i anomena l'àrea una 'ciutat fantasma'. Escrivia al Kvällsposten el 24 de setembre de 1977):
"L'asfalt a les carreteres s'ha esquerdat al sol càlid i al llarg de les voreres els arbusts estan creixent […] Avui, setembre de 1977, les taules d'esmorzar estan encara parades, la bugada encara penja i les làmpades estan encara enceses […] Famagusta és una ciutat fantasma."
Després de la invasió, el 1975, la població era de 8.500 habitants, tots ells turcs. Avui la població que viu a la ciutat torna a ser de 39.000 habitants, però el nombre no inclou els habitants legals xipriotes grecs i només els xipriotes turcs i colons turcs que viuen allà. Turcs xipriotes van continuar vivint al nord de Varosha, especialment en la ciutat emmurallada. Aquestes parts de Famagusta romanen vibrants amb molts edificis fascinants. La ciutat és també la seu de la Universitat Mediterrània Oriental.
L'alcalde a l'exili de Famagusta és Alexis Galanos. Oktay Kayalp dirigeix l'administració municipal xipriota turca de Famagusta en les àrees no controlades pel govern legal de l'illa. Des de 1974, els xipriotes grecs presentaren un cert nombre de propostes dins del context de discussions bicomunals per al retorn de Varosha a l'administració de les Nacions Unides, permetent el retorn dels seus habitants legals, demanant també l'obertura del port de Famagusta per a l'ús per les dues comunitats. Tanmateix, del costat xipriota turc i de Turquia, les propostes foren rebutjades. A Varosha se l'hauria tornat a la zona xipriota grega com a part del pla de Kofi Annan, si el pla era acceptat pels votants xipriotes grecs.
La ciutat també és seu dels clubs de futbol Anorthosis, i Nea Salamina Famagusta. Els dos equips utilitzaven fins a 1974 un estadi -situat en el tancat fora ciutat de Famagusta- anomenada GSE Stadium (Gymnastic Club Evagoras Stadium) però després de 1974, els dos equips passaren a la ciutat de Larnaca.
A causa del seu aïllament relatiu i la negligència durant els 30 anys passats, malgrat ser històricament i culturalment una ciutat significativa, Famagusta és des de 2008 a la llista de vigilància del Fons de Monuments Mundial com un dels 100 llocs més amenaçats al món.

## Residents notables
- George Vasiliou, expresident de Xipre
- Alexis Galanos, alcalde de Famagusta (actual)
- Dr. Derviş Eroğlu, líder xipriota turc
- Oktay Kayaalp, alcalde turc xipriota de Famagusta

## Galeria

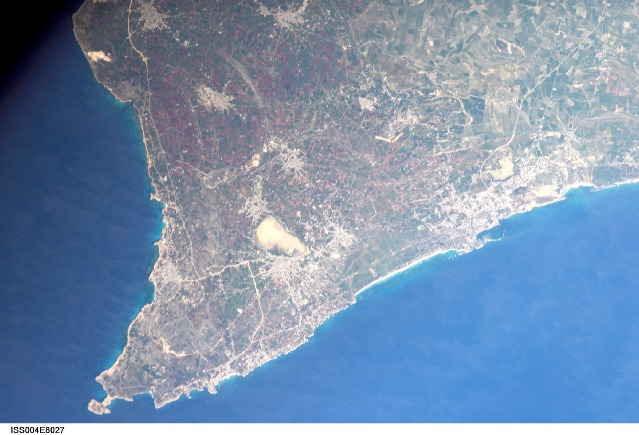
Famagusta el 2002. Les grues romanen on eren el 1974.
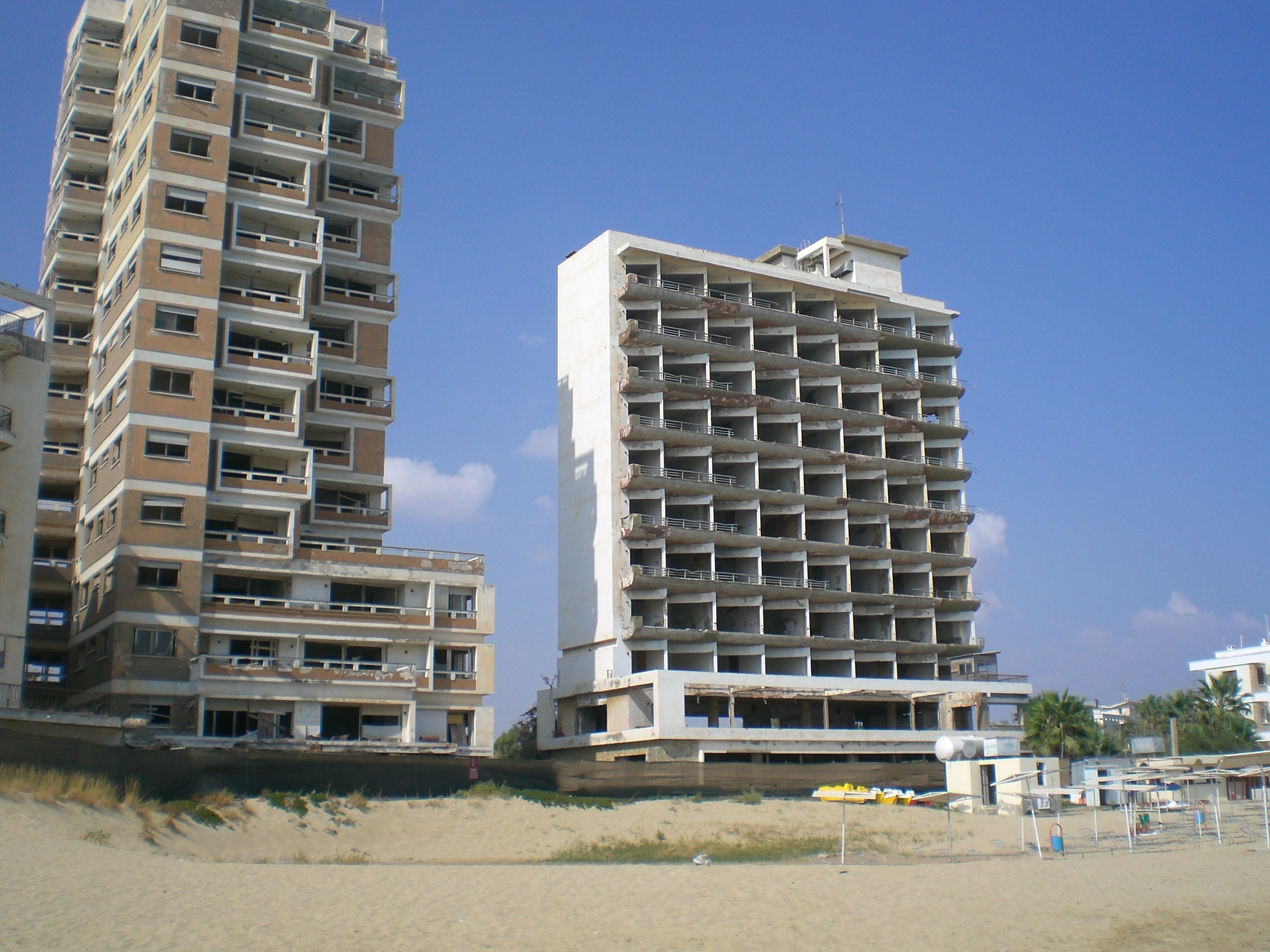
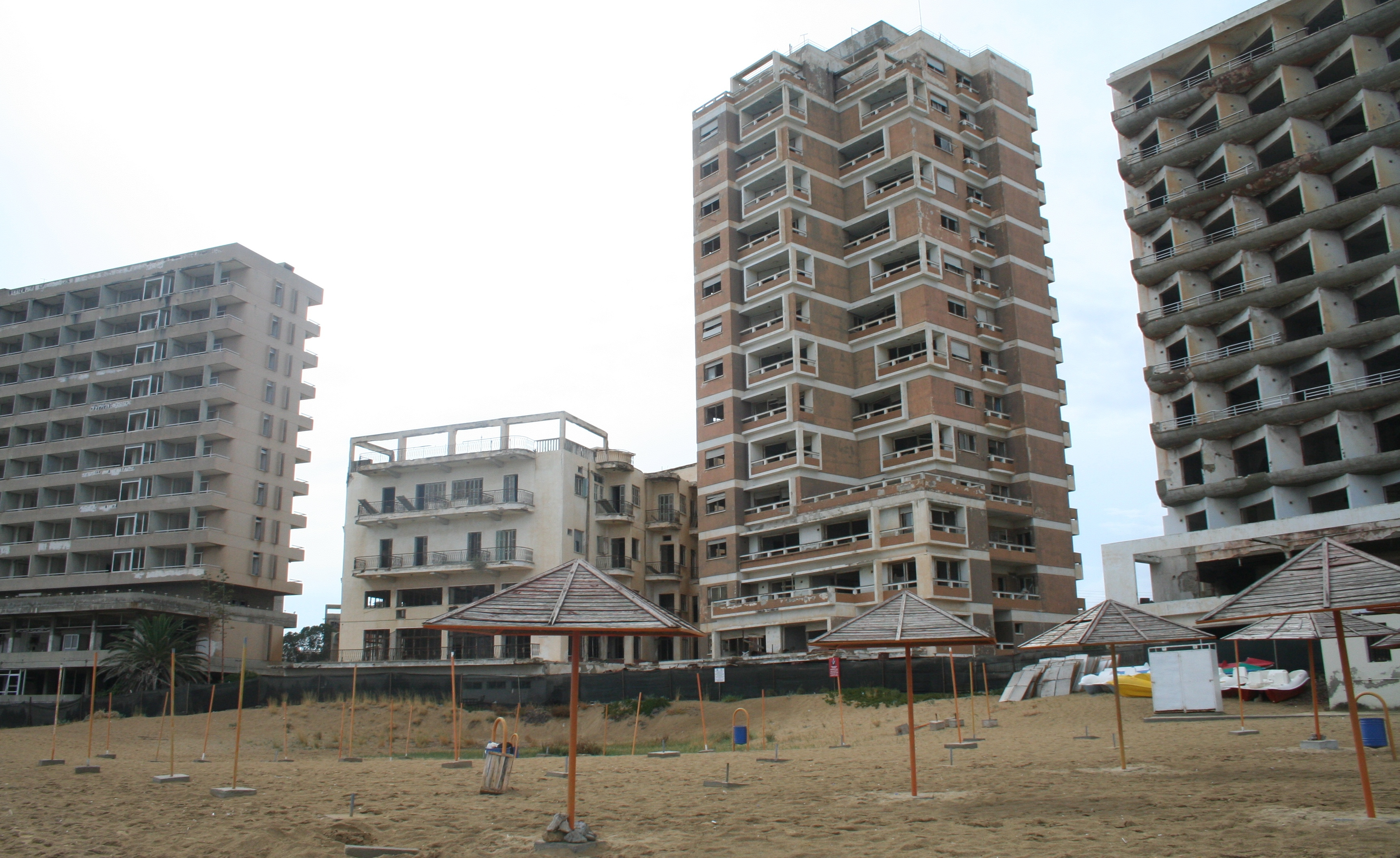
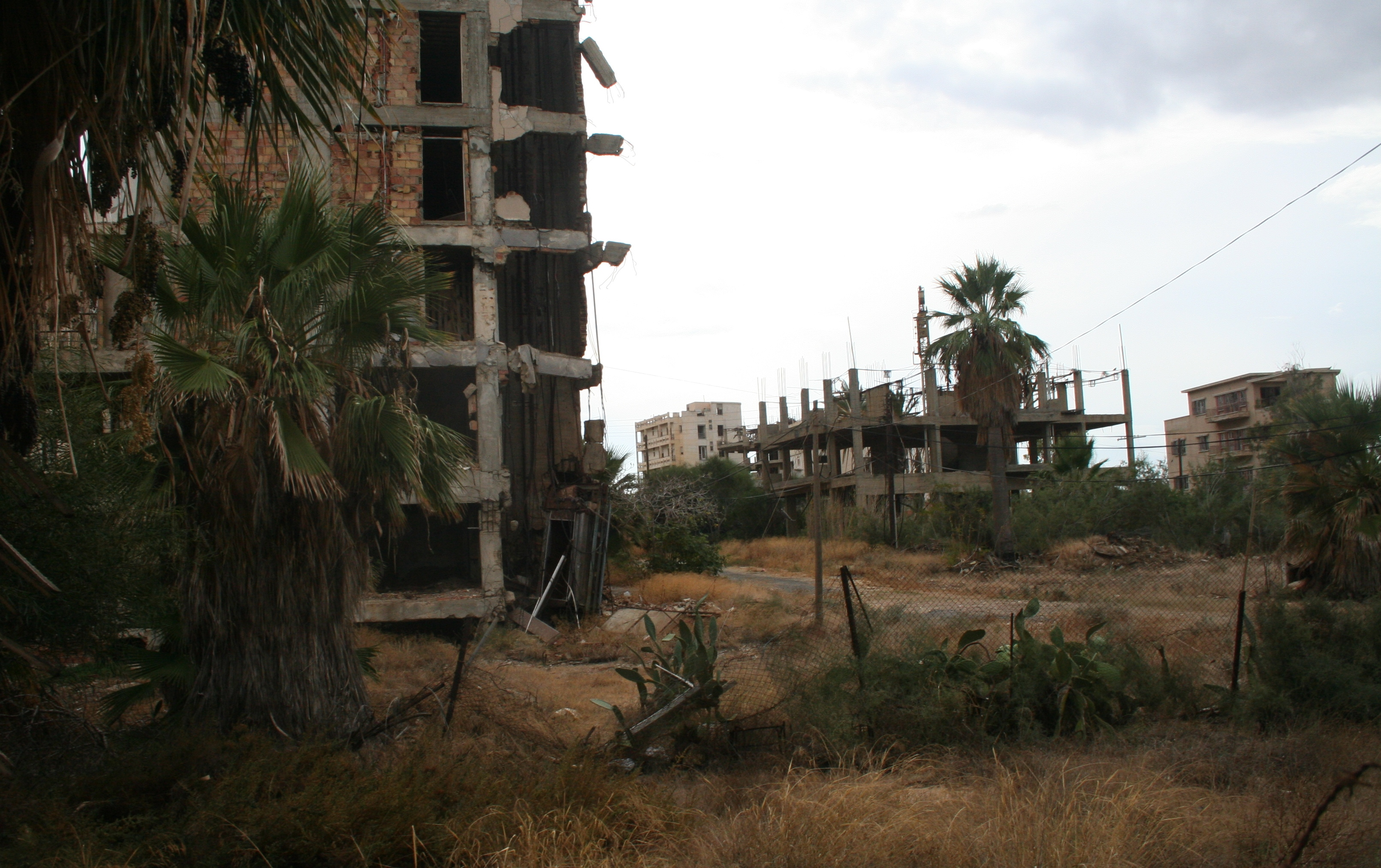
Varosha el 2009
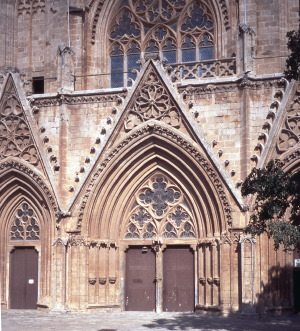
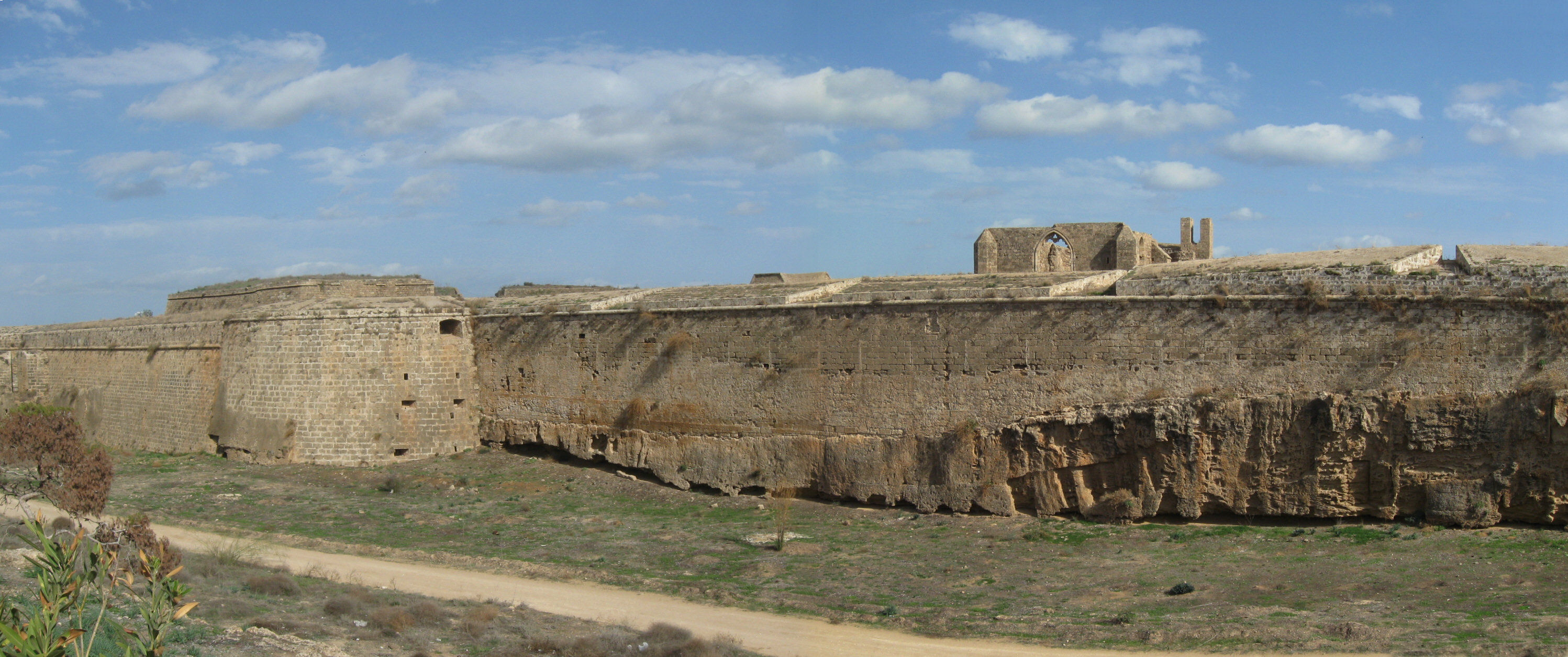
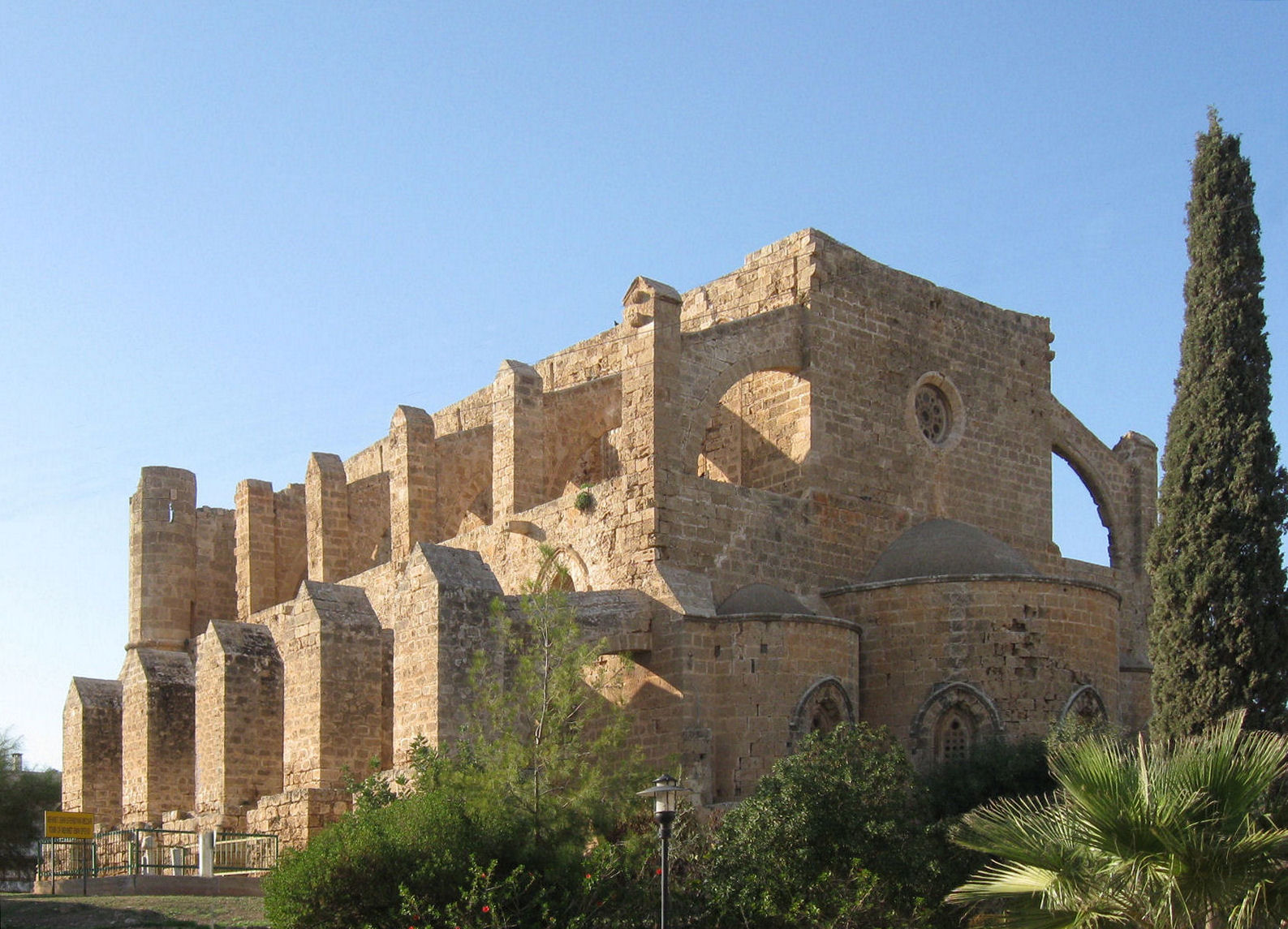
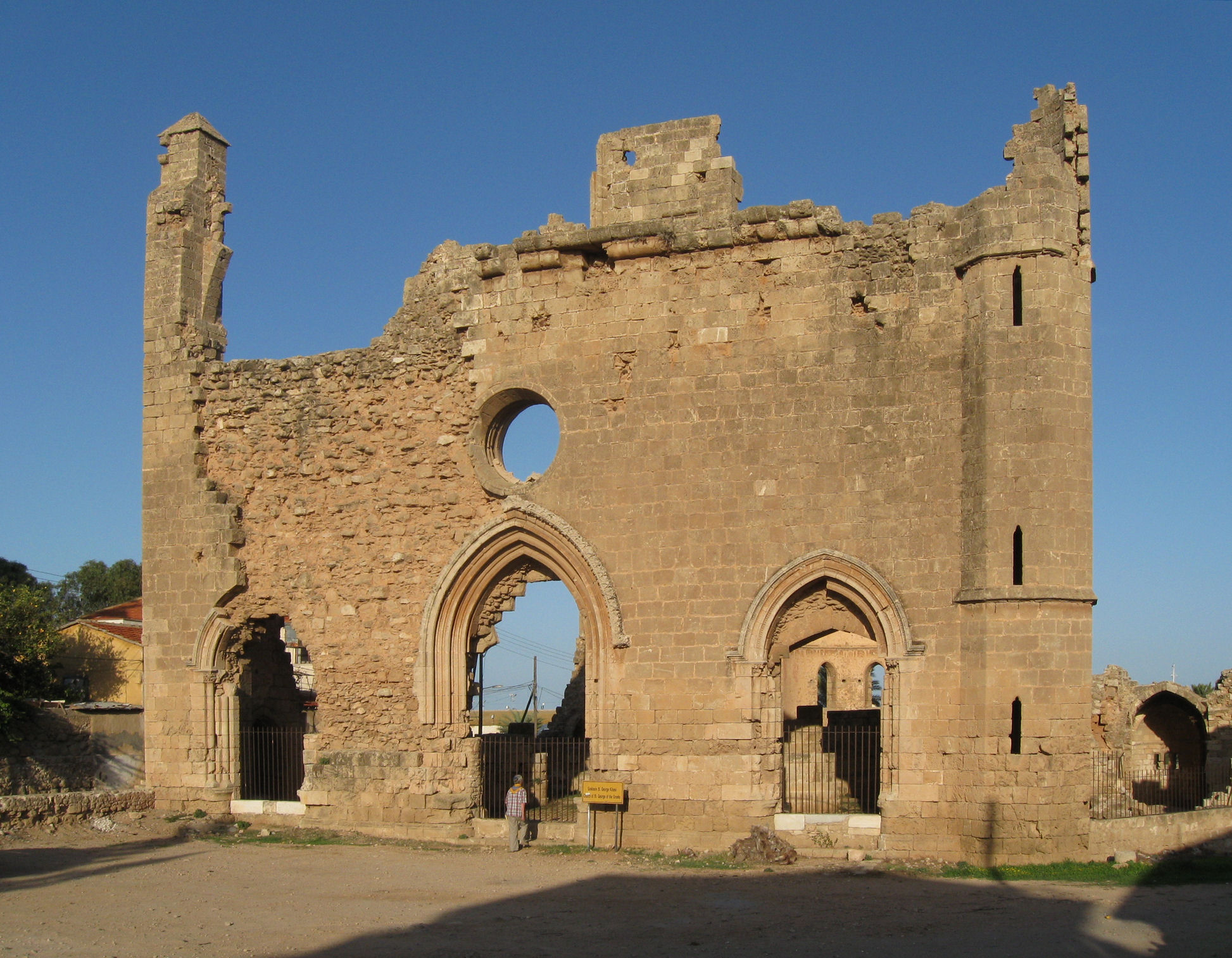
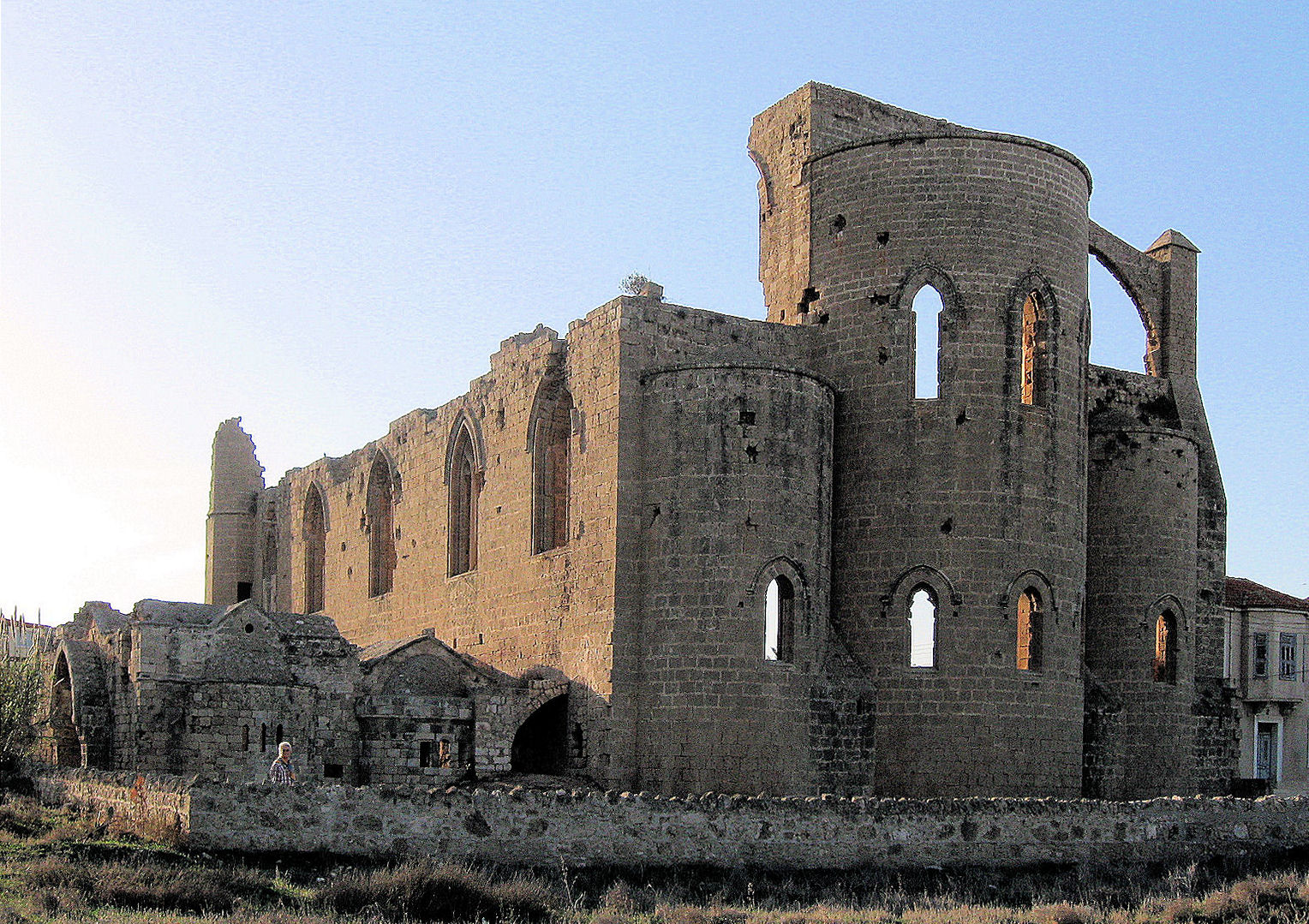
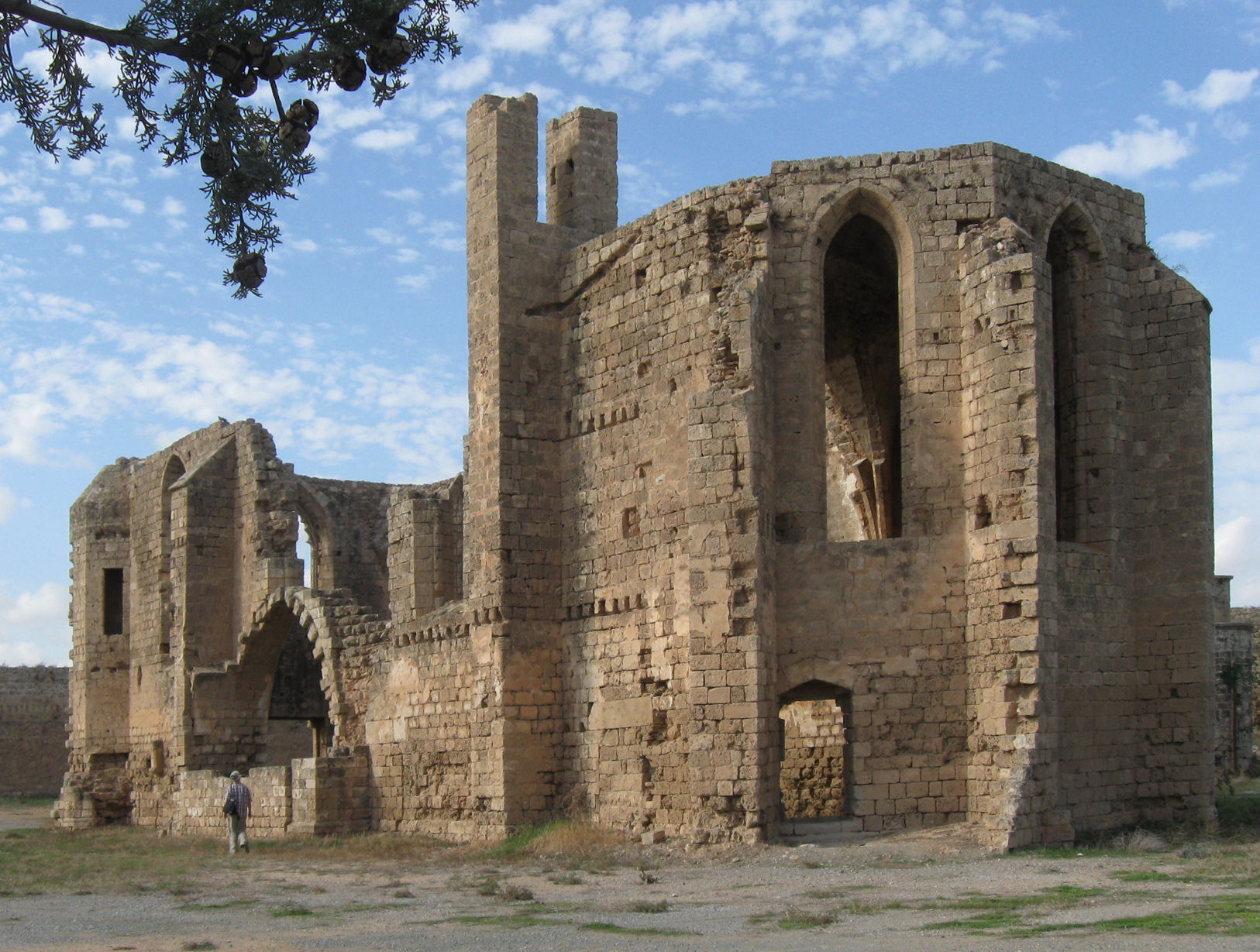
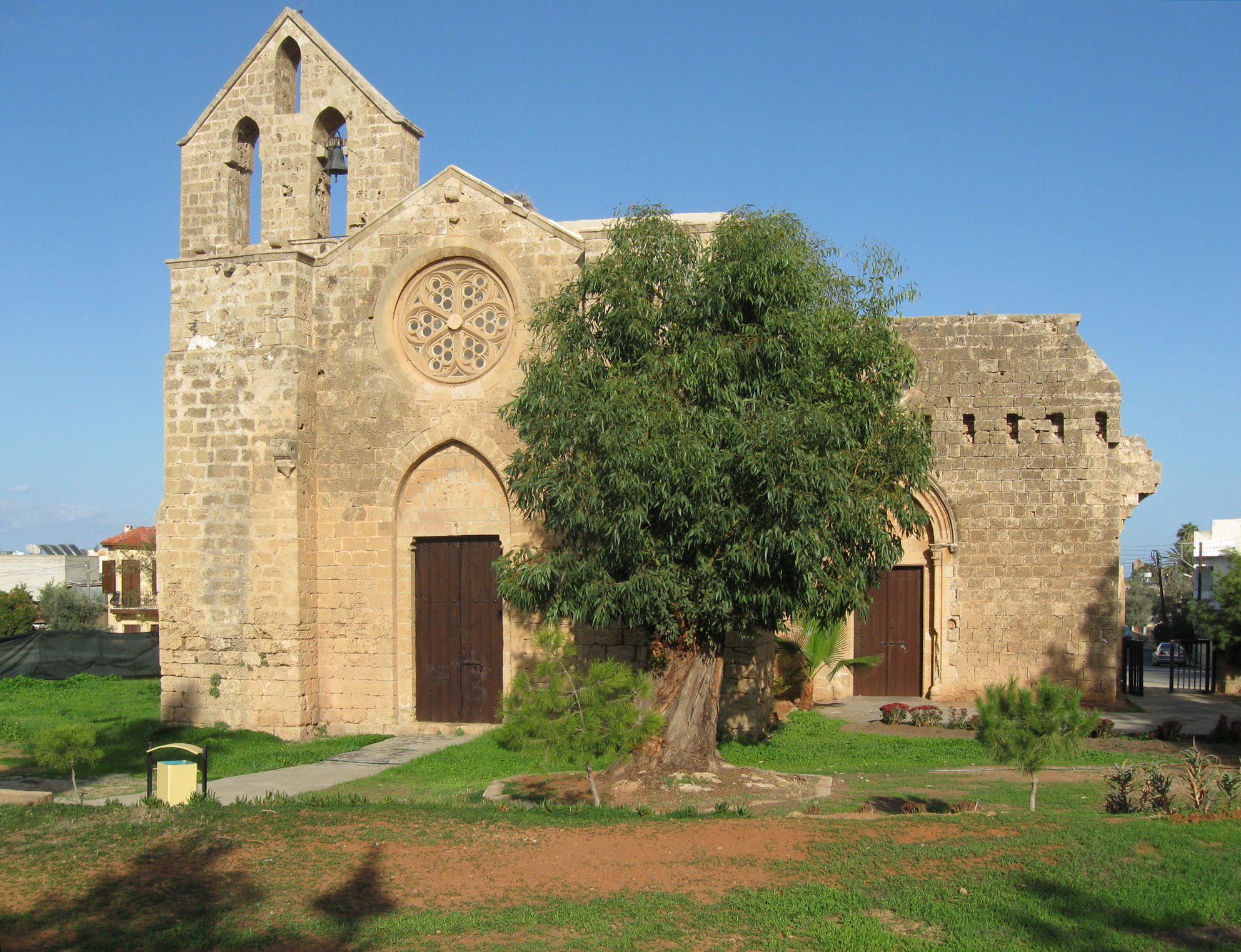
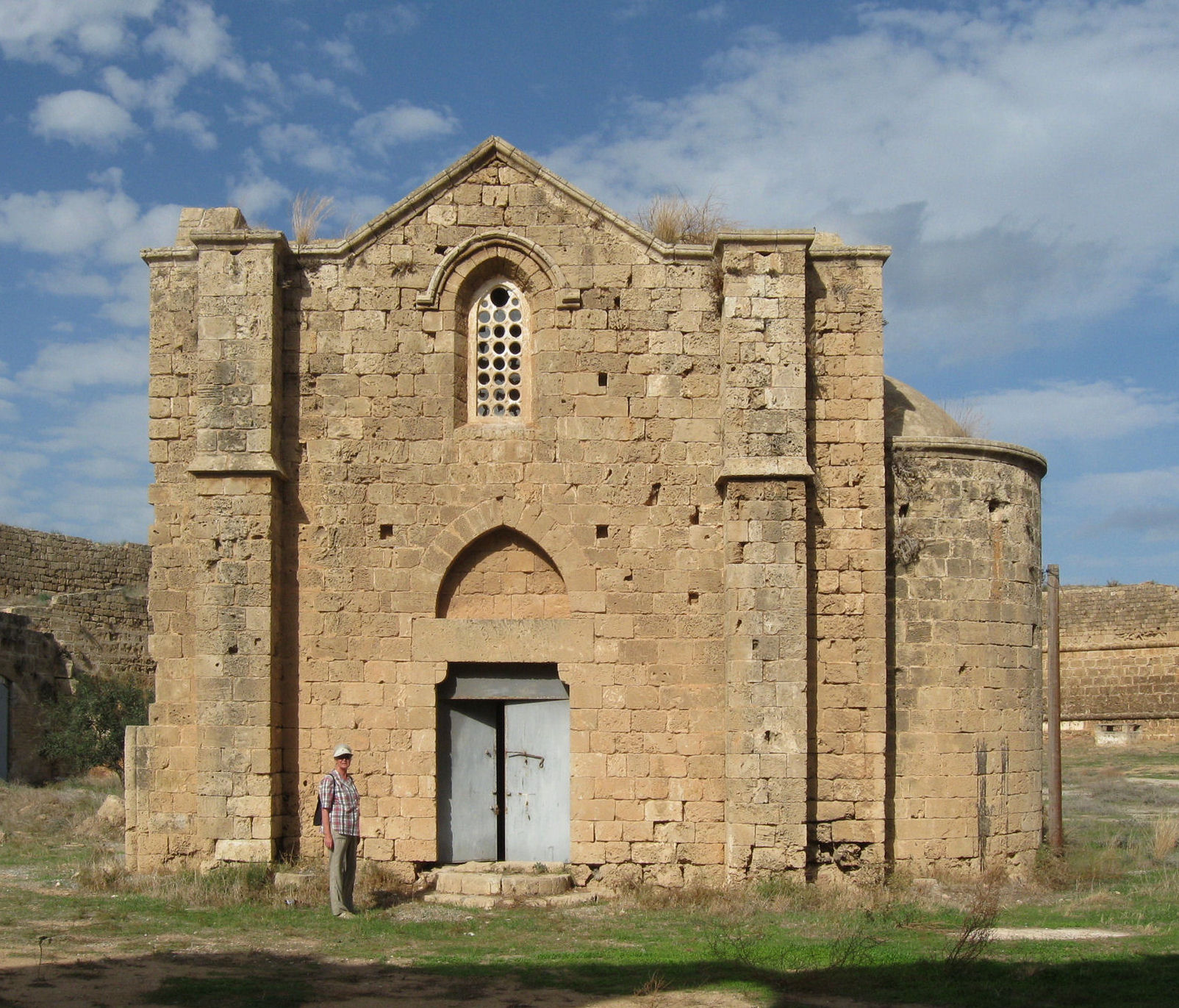
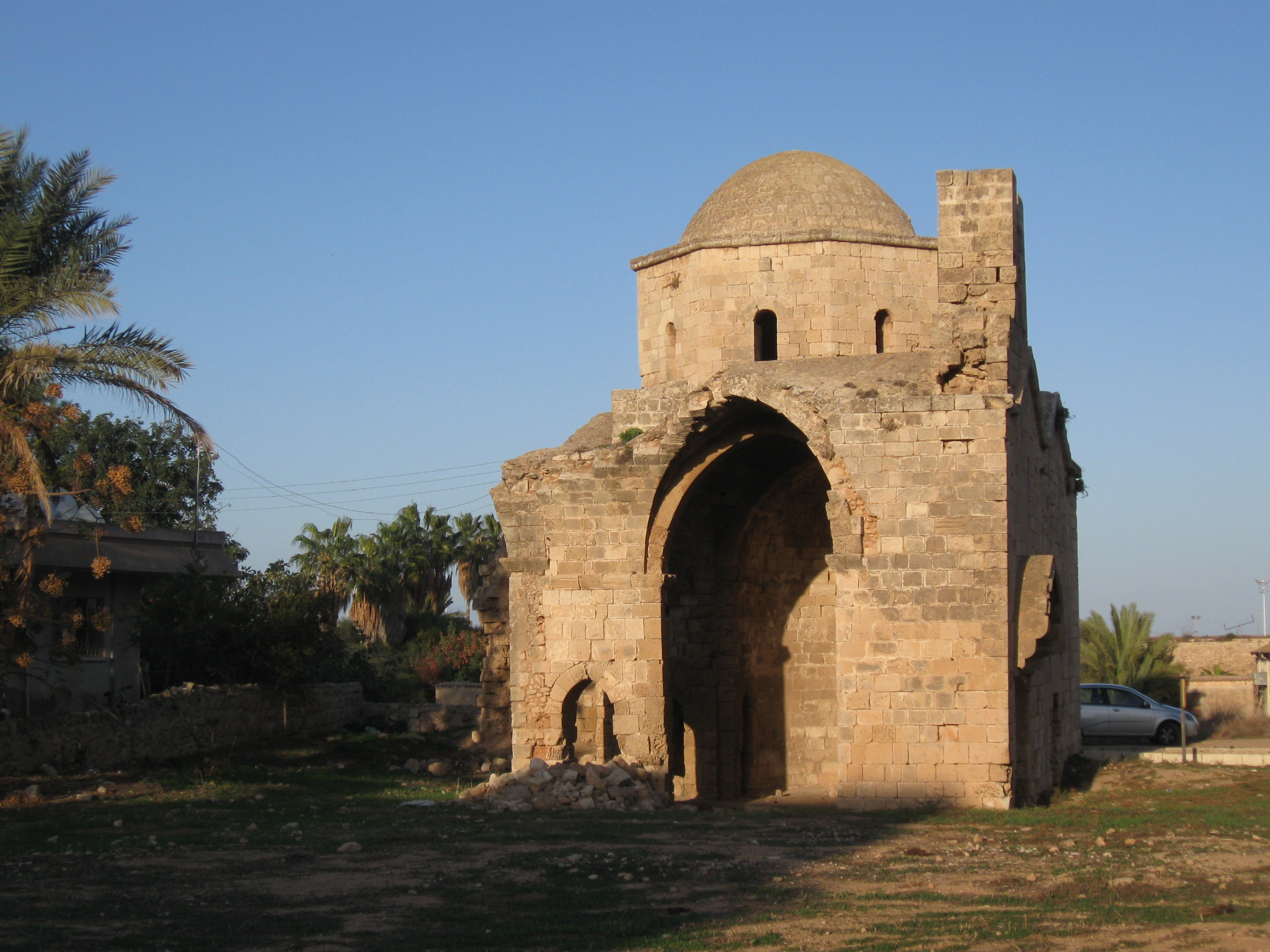
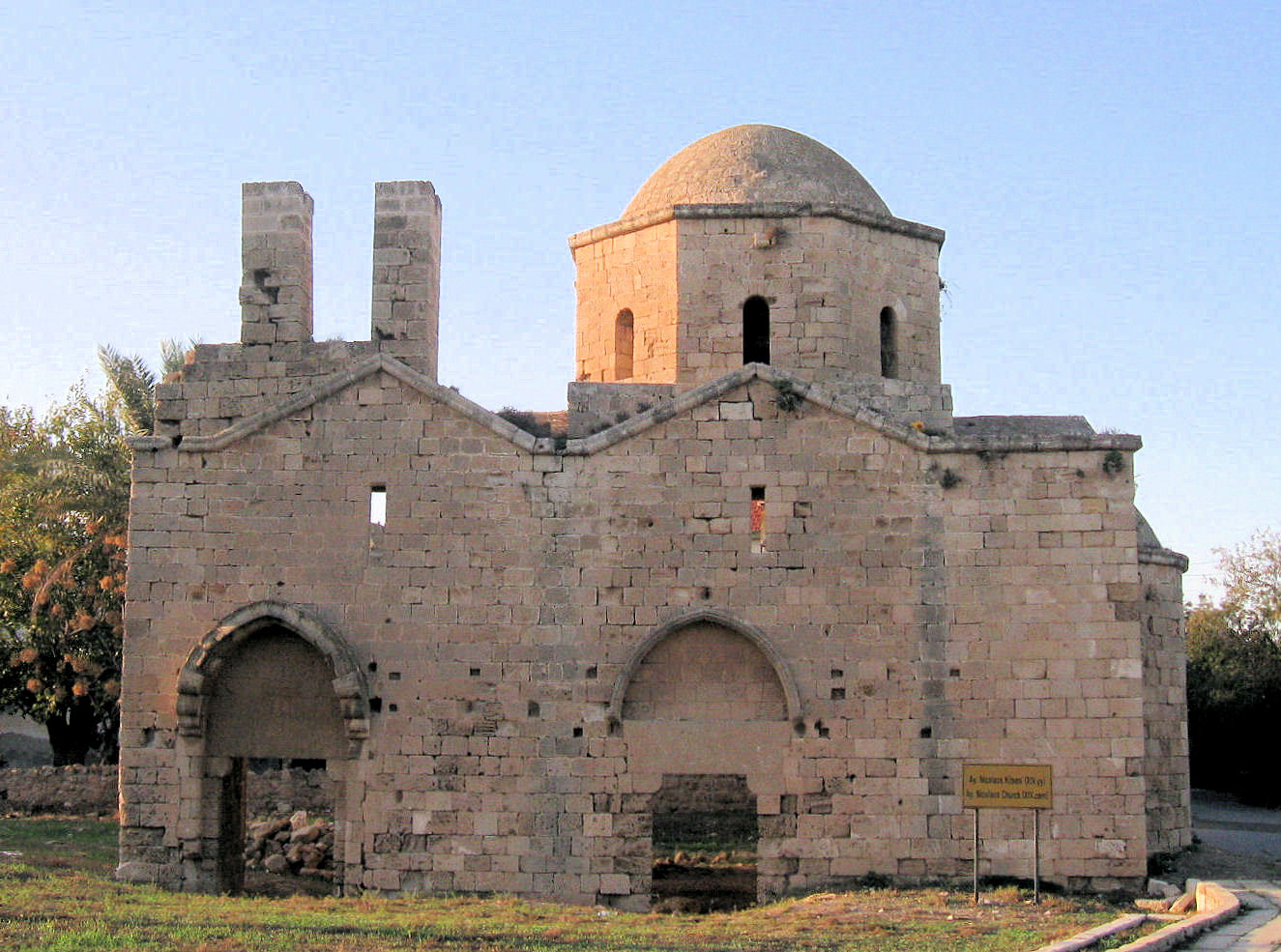
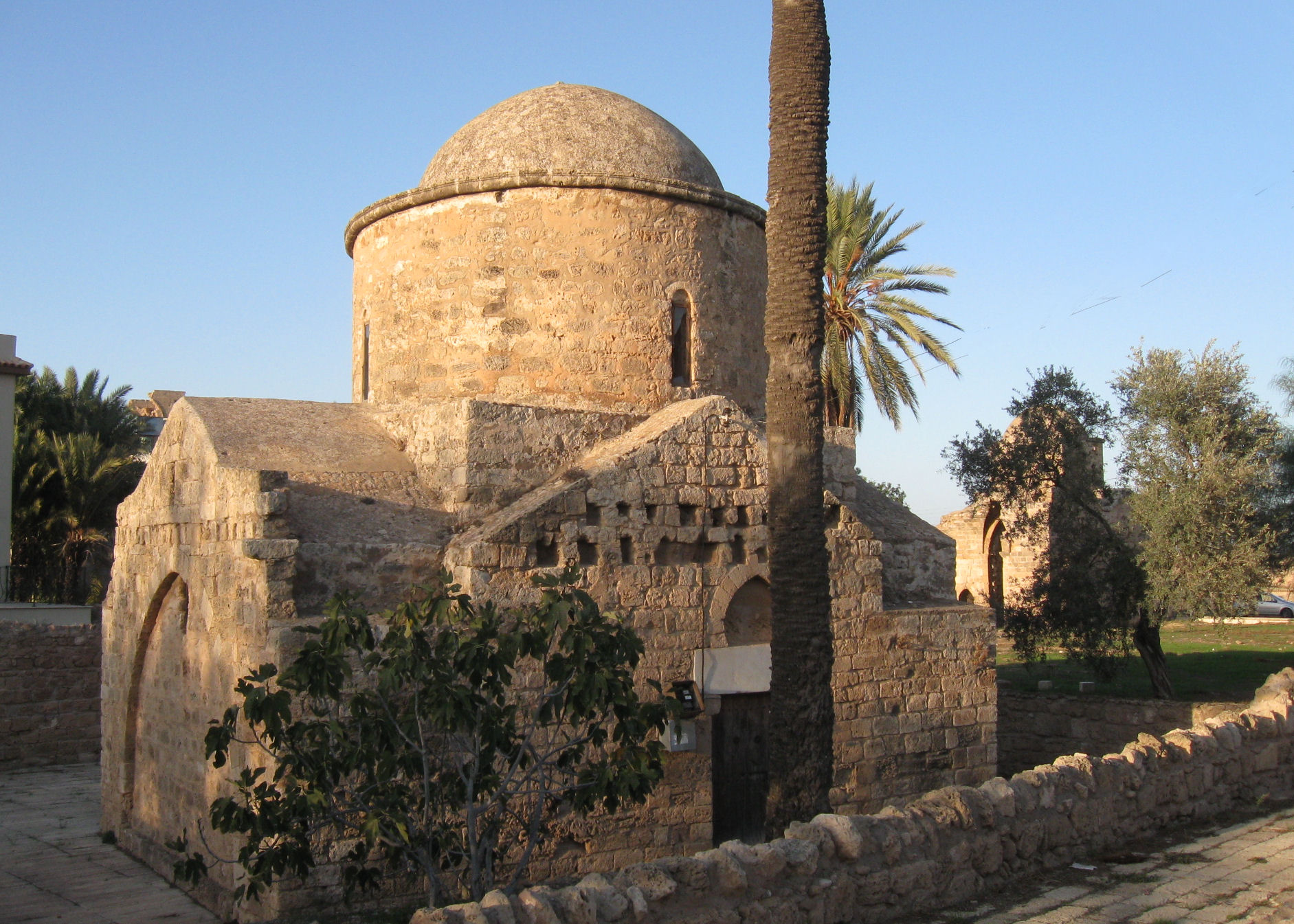